# Stadtbefestigung Friedberg (Bayern)

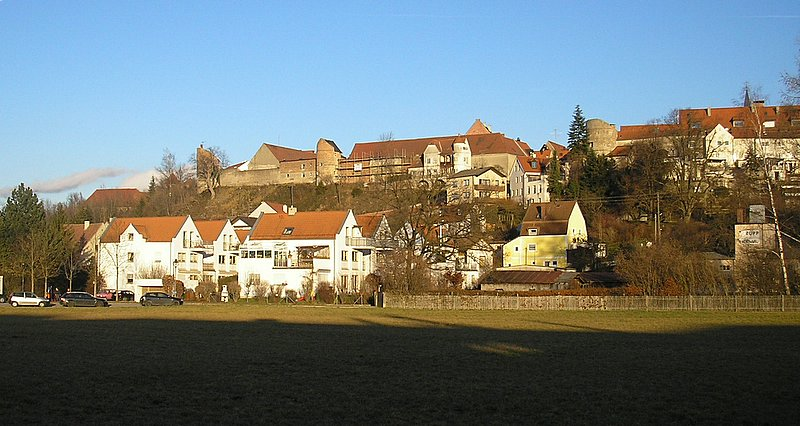
Die Westseite der Befestigung auf der Lechleite (Nordteil)

Die mittelalterliche Stadtbefestigung von Friedberg (Landkreis Aichach-Friedberg, Schwaben) entstand ab 1409 als Grenzfestung der Herzöge von Bayern-Ingolstadt gegen das nahe Augsburg und zur Sicherung der Zollstelle am Lechübergang (Hochzoll). Neben großen Teilen der Ringmauer haben sich auch die Stümpfe von 14 Wehrtürmen erhalten, die Tore wurden im 19. Jahrhundert beseitigt.

## Geschichte

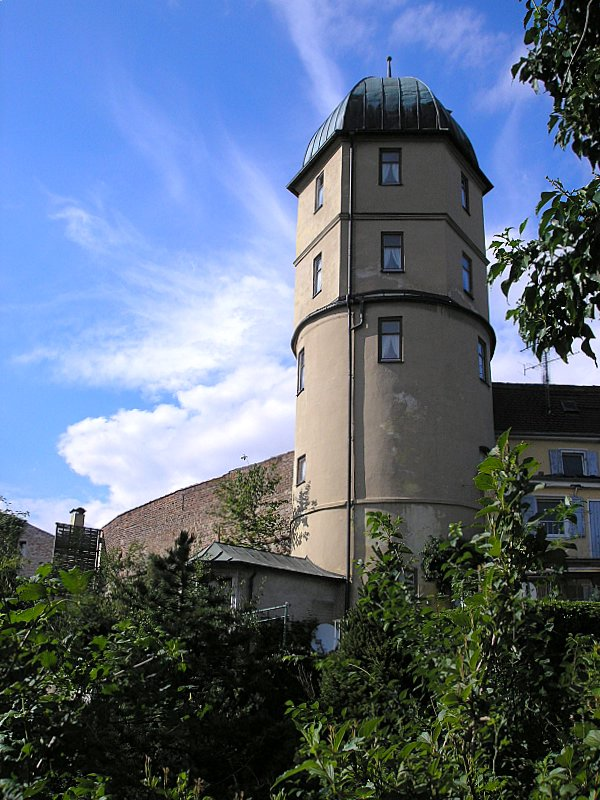
"Wasserturm" am Südwesteck

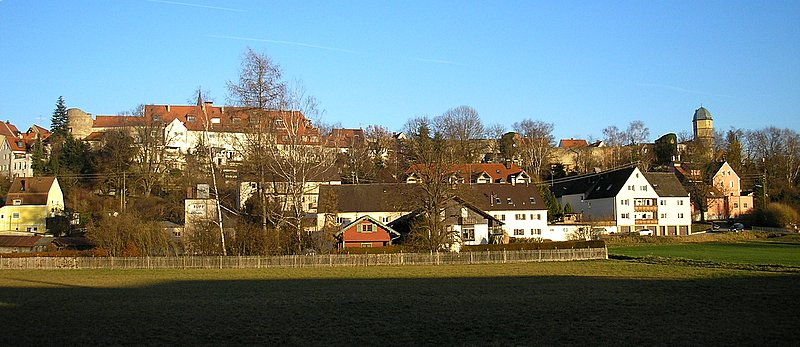
… die Fortsetzung nach Süden

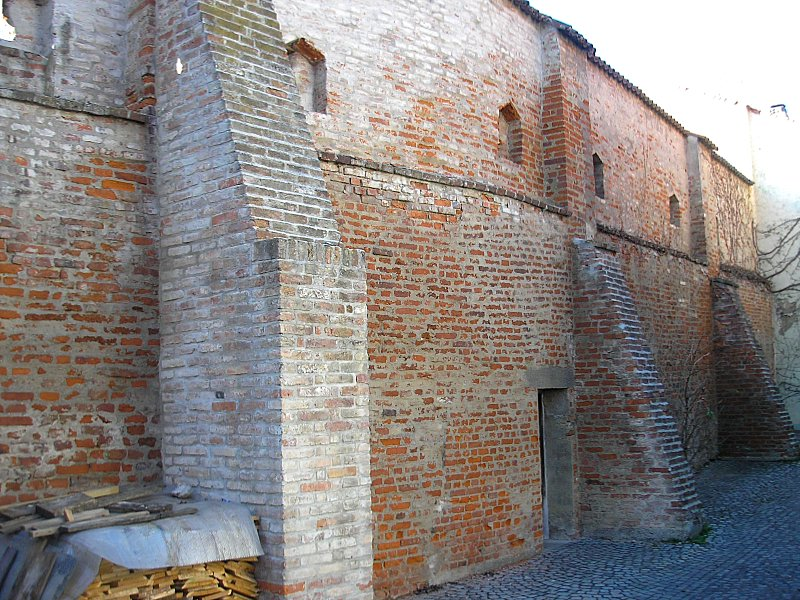
Die Innenseite der Westmauer

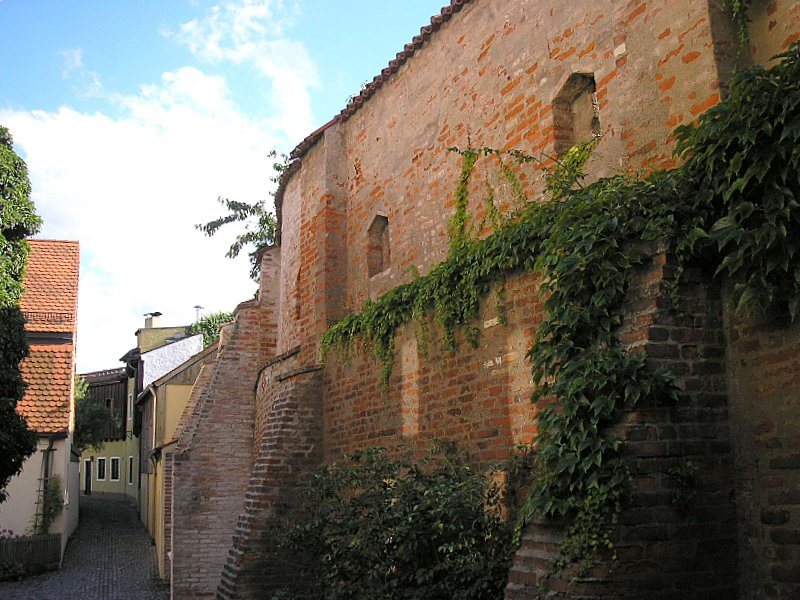
… Gegenblick nach Süden

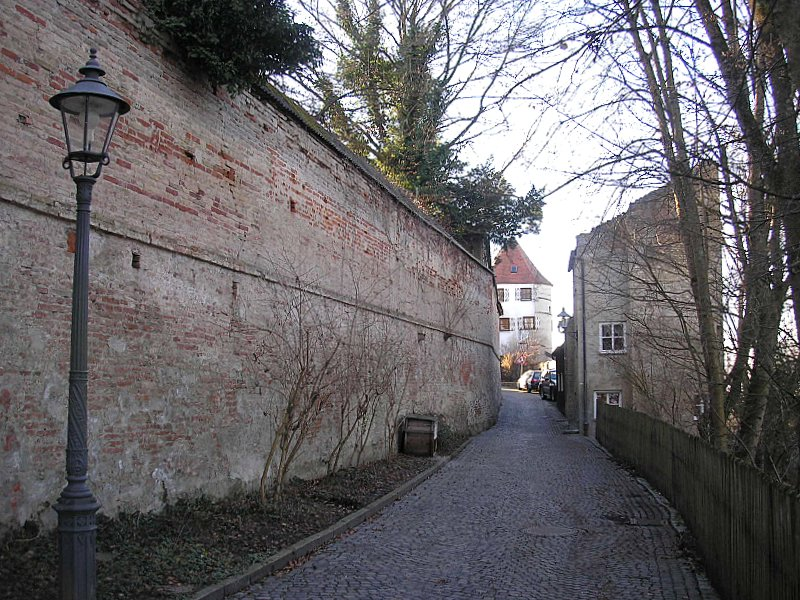
Mauerverlauf am Schloss (Nordwesten)

Die Burg Friedberg entstand bereits 1257 als vorgeschobenes Bollwerk gegen die Stadt Augsburg. Die Stadtgründung erfolgte 1264 durch Herzog Ludwig II, den „Gebarteten“. (Gedenkstein in der Stadtpfarrkirche). Der Gründungsurkunde ist der Grundriss der geplanten Stadt beigegeben, die schachbrettartige Anlage ist noch heute erkennbar. Friedberg ist eine der zahlreichen Städtegründungen des 13. Jahrhunderts in Altbayern, andere Planstädte mit annähernd quadratischem Grundriss sind etwa Neustadt an der Donau oder Kelheim. Die ursprüngliche Befestigung der Siedlung bestand nur aus einem Palisadenwall, um 1400 ist jedoch bereits eine Ziegelmauer belegt.
Die teilweise erhaltenen Festungsanlagen wurden ab 1409 in Ziegelbauweise errichtet. Die exponierte strategische Lage der Herzogsstadt vor den Toren der Reichsstadt Augsburg führte zu zahlreichen kriegsbedingten Verwüstungen, die eine Verstärkung der Befestigung notwendig machten. Erstmals hatten die Augsburger die Herzogsstadt 1296 angegriffen. Weitere Übergriffe erfolgten 1372 und 1388. Im 15. Jahrhundert hatte die Stadt während der Auseinandersetzungen zwischen den Münchner und Ingolstädter Herzögen schwer zu leiden.
Auch nach den erheblichen Zerstörungen während des Dreißigjährigen Krieges erfolgte der Wiederaufbau auf dem ursprünglichen Grundriss. 1703 demolierten kaiserliche Truppen die Befestigung teilweise (Spanischer Erbfolgekrieg).
Im 19. Jahrhundert fielen die Tore und einige Mauerstrecken. Andere Befestigungsabschnitte wurden überbaut, die Mauern meist als Außenwände in Wohngebäude einbezogen.

## Beschreibung
Die Altstadt von Friedberg liegt südlich des Schlosses auf der Lechleite, die sich hier 50 bis 60 Meter über dem Lechtal erhebt. Bereits die erhöhte Lage bedeutete einen wirksamen Schutz gegen Angriffe aus der Lechebene, der durch die starken Wehranlagen und die Burg ergänzt wurde.
Im Westen erhebt sich die Mauer direkt über dem Steilhang. Im Nordwesten ist das Schloss (ehemalige Burg) durch eine Verbindungsmauer an die Stadtbefestigung angeschlossen, der entsprechende nordöstliche Mauerzug ist abgegangen.
Der regelmäßige Grundriss (ca. 350 x 300 Meter) verrät die planmäßige Anlage der Stadt. Auf dem Lechrain folgt der Mauerverlauf der natürlichen Hangkante bogenförmig nach Nordosten, anschließend trennen eine Freifläche und der Halsgraben Stadt und Schloss.
Die Ringmauer ist großteils überbaut und in Gebäude einbezogen, der ehemalige Trockengraben aufgefüllt. Am besten hat sich die Westseite gegen das Lechtal erhalten. Hier steht die Befestigung teilweise frei und in der ursprünglichen Höhe von etwa fünf Metern. Strebepfeiler stützen die Konstruktion.  Gut erkennbar ist der Ansatz des ehemaligen  Wehrganges, auch einige Schießscharten (Schlüsselscharten in Nischen) sind zu sehen. Im Südwesten wurde ein kurzer Abschnitt des Wehrgangs rekonstruiert.
Nach außen springen die Stümpfe mehrerer halbrunder Schalentürme aus der Mauer aus, deren Rückseiten früher offen waren, um einem eingedrungenen Feind keine Deckung zu bieten. Die Türme werden meist durch schräge Pultdächer abgeschlossen. Die Ecktürme der Ringmauer sind rund. Der Wasserturm (Wasserreservoir 1604–1888) im Südwesten trägt einen Aufbau des 17. Jahrhunderts, sein südöstliches Gegenstück ist 2003 im Zuge von Baumaßnahmen eingestürzt.
Das ehemalige "Untere oder Augsburger Tor" wurde bereits 1793 im Zuge der Bergstraßenregulierung beseitigt (Gedenktafel neben der Mauerlücke). Um 1812 fiel das "Jägertor" zwischen Stadt und Schloss, 1868 auch das fünfgeschossige "Obere oder Münchner Tor" im Osten.